# بنیشاما
بِنِیشاما (به اسپانیایی: Beneixama) دهستانی در استان آلیکانتهٔ اسپانیا است.
در این دهستان ۱٬۸۱۱ نفر زندگی می‌کنند. مساحت این دهستان ۳۴٫۶۶ کیلومتر مربع است.